# Synandra
Synandra, monotipski biljni rod iz porodica medićevki smješten u tribus Synandreae, dio potporodice Lamioideae. Opisan je 1818.  . Jedina vrsta je zeljasta biljka Synandra hispidula sa istoka Sjedinjenih Država (Alabama, Illinois, Indiana, Kentucky, Sjeverna Karolina, Ohio, Tennessee, Virginia, Zapadna Virginia).

## Opis
S. hispidula može biti jerdnogodišnja, dvogodišnja ili višegodišnja biljka, ali studije pokazuju da je to "striktno dvogodišnja biljka", barem u Kentuckyju i nekim populacijama u Ohiju. Ima nasuprotno raspoređene listove nazubljenih rubova. Veliki žuti i bijeli ili ružičasti cvjetovi cvjetaju od travnja do lipnja. Cvjetovi su dugi preko 2 centimetra i mogu doseći 4 centimetra.[6] Biljke mogu imati do osam višestrukih grana na jednoj jedinki. Orašasti plodovi obično teže oko 7 mg, s težinama do 13 mg. Orašasti plodovi pohranjuju veliku količinu endosperma.

## Staništa
Voli bogate, mezične (tip je staništa s dobro uravnoteženom ili umjerenom opskrbom vlagom tijekom cijele vegetacijske sezone), zasjenjene do polusjenovite pošumljene padine. Nalazi se i u poplavnim nizinama, na terasama potoka, uz ceste, u šumama i gorskim šumama,  na obalama potoka. Preferira vlažno tlo. (Massey 1983)

## Sinonimi
- Torreya Raf.; Am. Monthly Mag. 356 (1818)
- Lamium hispidulum Michx.; Fl. Bor. Amer. 2: 4 (1803)
- Synandra grandiflora Nutt.; Gen. N. Amer. Pl. 2: 29 (1818)
- Torreya grandiflora Raf.; Am. Monthly Mag. (1818) 356, et 194 (1819)